# Филистия

Филистия (отмечена красным) и соседние государства, около 830 года до н. э., после еврейского завоевания Яффы и до её повторного захвата филистимлянами около 730 года до н. э.

Филисти́я (ивр. פְּלֶשֶׁת‎ Pəlešeṯ; Греческий койне (LXX): Γῆ τῶν Φυλιστιείμ, также известная как Филистимское Пятиградье) — конфедерация городов на юго-западе Леванта, в которую входили города Ашдод, Ашкелон, Экрон, Геф, Газа и какое-то время, Яффа. Население, согласно самым последним оценкам, было, по всей вероятности, сформировано в основном из ханаанских племён, восходящих к бронзовому веку, с примесью индоевропейцев эгейского происхождения примерно с 1200 года до н. э. и стало известно как пелесет, или филистимляне. При максимальном территориальном расширении его территория могла простираться вдоль ханаанского побережья от Ариша на Синае (сегодняшний Египет) до реки Яркон (сегодняшний Тель-Авив), и так далеко вглубь страны, как Экрон и Геф. Навуходоносор II вторгся в Филистию в 604 году до н. э., сжёг Ашкелон и включил эту территорию в состав Нововавилонской империи. После этого года Филистия и её коренное население, филистимляне, исчезают из исторических источников.

## История
Древнеегипетские иероглифические записи периода Нового царства записывают группу народов моря, называемую pwrꜣsꜣtj, обычно транслитерируемую как Пелесет или Пуласти, вторгшуюся в Египет в середине XIII века до нашей эры. Примерно столетие спустя фараон Рамсес III хвастался победой над Пелесетом и якобы переселил их на южный заброшенный берег Ханаана, зафиксировав эту победу в храмовой надписи Мединет-Абу, датированной около 1150 г. до н. э. Pwrꜣsꜣtj обычно идентифицируют как филистимлян. Большой папирус Харриса, хроника правления Рамсеса, написанная не позднее 1149 г. до н. э., также описывает поражение египтян от филистимлян. Несмотря на утверждение Рамсеса III, археология не смогла подтвердить существование какого-либо такого (повторного) поселения, а также отсутствие смысла в предоставлении явно варварскому вторгшемуся народу обширного и богато плодородного участка земли, уже находящегося под контролем Египта.
Во время I железного века филистимляне, по-видимому, присутствовали далеко за пределами того, что традиционно считалось Филистией, поскольку 23 из 26 поселений I железного века в долине Изреель, включая Тель-Мегиддо, Тель-Йокнеам, Тель-Кири, Афула, Тель-Кашиш, Беэр-Тивеон, Хурват-Хазин, Тель-Рисим, Тель-Реала, Хурват-Црор, Тель-Шам, Мидрах-Оз и Тель-Зарик, обнаружили типичную филистимскую керамику, датируемую 12-10 веками до нашей эры. Однако, учитывая ничтожное количество упомянутых керамических находок, вполне вероятно, что даже если филистимляне в целом поселились в этом районе, они оставались меньшинством, которое ассимилировалось с местным ханаанским населением к X веку до нашей эры.
В своей исторической форме северной границей Филистии была река Яркон, на западе — Средиземное море, на востоке — Иудейское царство в Зиклаге, а на юге — Вади Эль-Ариш. Филистия состояла из пяти городов-государств филистимлян, известных как филистимский пентаполис, описанный в Книге Иисуса Навина (Нав. 13:3) и Книгах Царств (1Цар. 6:17), включая Ашкелон, Ашдод, Экрон, Геф и Газу, на юго-западе Леванта. Телль-Касиле и Афек (см. Битва при Афеке), вероятно, обозначали границы страны, поскольку свидетельства из Телль-Касиле особенно указывают на то, что не-филистимляне составляли необычно большую часть их населения. Идентификация вышеупомянутого Зиклага, города, который, согласно Библии, отмечал границу между филистимской и израильской территориями, остается неопределённой.
Филистия включала в себя Яффу (в современном Тель-Авиве), но она отошла к евреям во времена Соломона. Тем не менее филистимский царь Ашкелона снова завоевал Яффу около 730 года до нашей эры. После третьей кампании Сеннахериба в Леванте ассирийцы передали Яффу финикийскому городу-государству Сидон, и Филистия так и не получила его обратно.
Пять владык Филистимлян описаны в Танахе как находящиеся в постоянной борьбе и взаимодействии с соседними израильтянами, хананеями и египтянами, постепенно поглощаясь ханаанской культурой.
Филистия была оккупирована Тиглатпаласаром III, царём Ассирийской империи в VIII веке до нашей эры. На протяжении столетия, часто по подстрекательству соседнего Египта, Филистия восставала против ассирийского владычества, но каждый раз терпела поражение и была вынуждена платить дань. Гат исчезает из истории после того, как Саргон II описывает его захват в 711 году до н. э., что может указывать на то, что он разрушил город, а не завоевал его. Интересно, что термин «Филистия» не используется в ассирийских источниках, описывающих их кампании, а только названия отдельных городов, что может указывать на то, что на этом этапе филистимляне становились всё более разделёнными и что конфедерация пятиградья, которая составляла Филистию, распалась на отдельные города-государства. Сеннахериб далее сообщил, что он разграбил (и, возможно, сжёг) «царский город земли Филистимской, который Езекия отнял (и) укрепил», но название города не сохранилось. В текстах также упоминается, что Ашкелон также был разграблен из-за его отказа признать ассирийскую власть. Несмотря на это филистимское восстание, Сеннахериб записывает, что он разделил земли, которые он награбил у Иудеи, между царями Ашдода, Газы и Экрона, даже дойдя до освобождения Пади, царя Экрона, из иудейского плена и возвращения его на трон.
Филистимляне исчезают из письменных источников после завоевания Леванта вавилонским царём Навуходоносором II в 6 веке до н. э., когда были разрушены Ашкелон и многие другие города этого региона.